# Acabaria tenuis
Acabaria tenuis är en korallart som beskrevs av Kükenthal 1908. Acabaria tenuis ingår i släktet Acabaria och familjen Melithaeidae. Inga underarter finns listade i Catalogue of Life.